# Lista de representantes permanentes das Fiji nas Nações Unidas
Esta é uma lista de representantes permanentes das Fiji, ou outros chefes de missão, junto da Organização das Nações Unidas em Nova Iorque.
As Fiji foram admitidas como membro das Nações Unidas a 13 de outubro de 1970.
| Início | Término | Representante permanente (Chefe de missão) | Cargo                    | Credenciais |
| ------ | ------- | ------------------------------------------ | ------------------------ | ----------- |
| 1970   | 1976    | Semesa Sikivou                             | Representante permanente |             |
| 1976   | 1980    | Berenado Vunibobo                          | Representante permanente |             |
| 1980   | 1983    | Filipe Bole                                | Representante permanente |             |
| 1983   | 1985    | Jone Radrodro                              | Representante permanente |             |
| 1985   | 1991    | Winston Thompson                           | Representante permanente |             |
| 1991   | 1995    | Manasa Seniloli                            | Representante permanente |             |
| 1995   | 1999    | Poseci Bune                                | Representante permanente | 1995-10-20  |
| 1999   | 2003    | Amraiya Naidu                              | Representante permanente | 1999-10-05  |
| 2003   | 2008    | Isikia Savua                               | Representante permanente | 2003-03-04  |
| 2008   | 2010    | Berenado Vunibobo                          | Representante permanente | 2008-05-07  |
| 2010   | atual   | Peter Thomson                              | Representante permanente | 2010-03-04  |